# Presidente Castelo Branco (Paraná)
Presidente Castelo Branco is een gemeente in de Braziliaanse deelstaat Paraná. De gemeente telt 4.934 inwoners (schatting 2009).

## Aangrenzende gemeenten
De gemeente grenst aan Atalaia, Floraí, Mandaguaçu, Nova Esperança en São Jorge do Ivaí.